# Sortelha
Sortelha ist eine Gemeinde (Freguesia) im portugiesischen Kreis Sabugal. In ihr leben 320 Einwohner (Stand 19. April 2021).

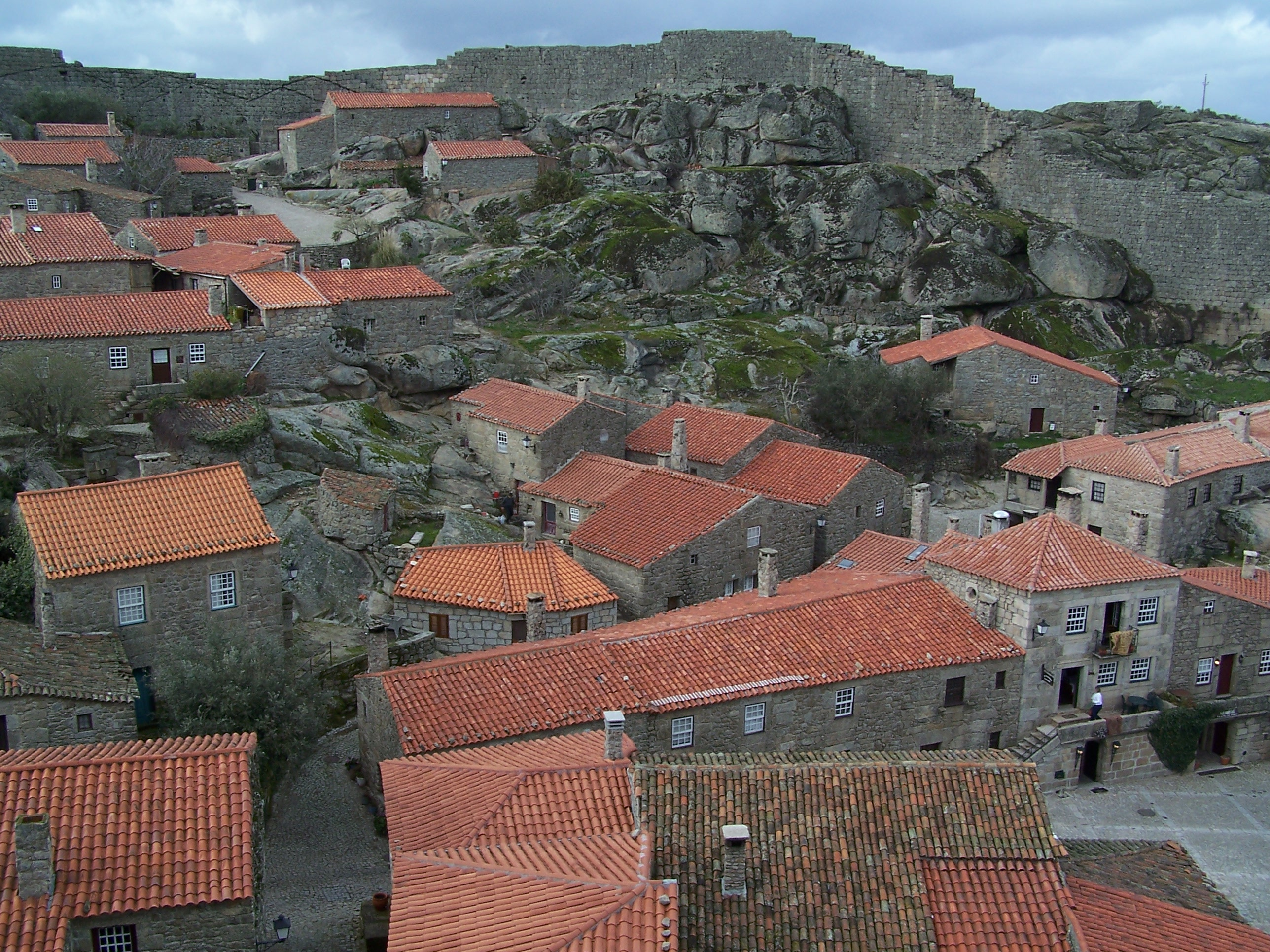
Blick auf das historische Dorf innerhalb der Burgmauern

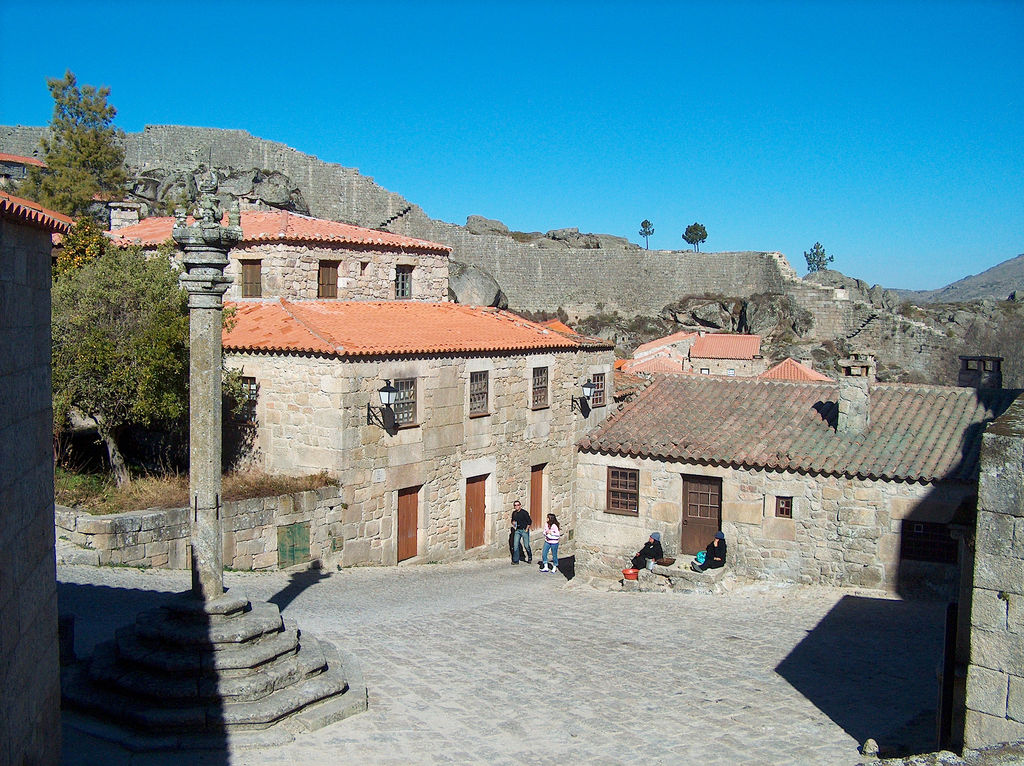
Dorfplatz mit Schandpfahl

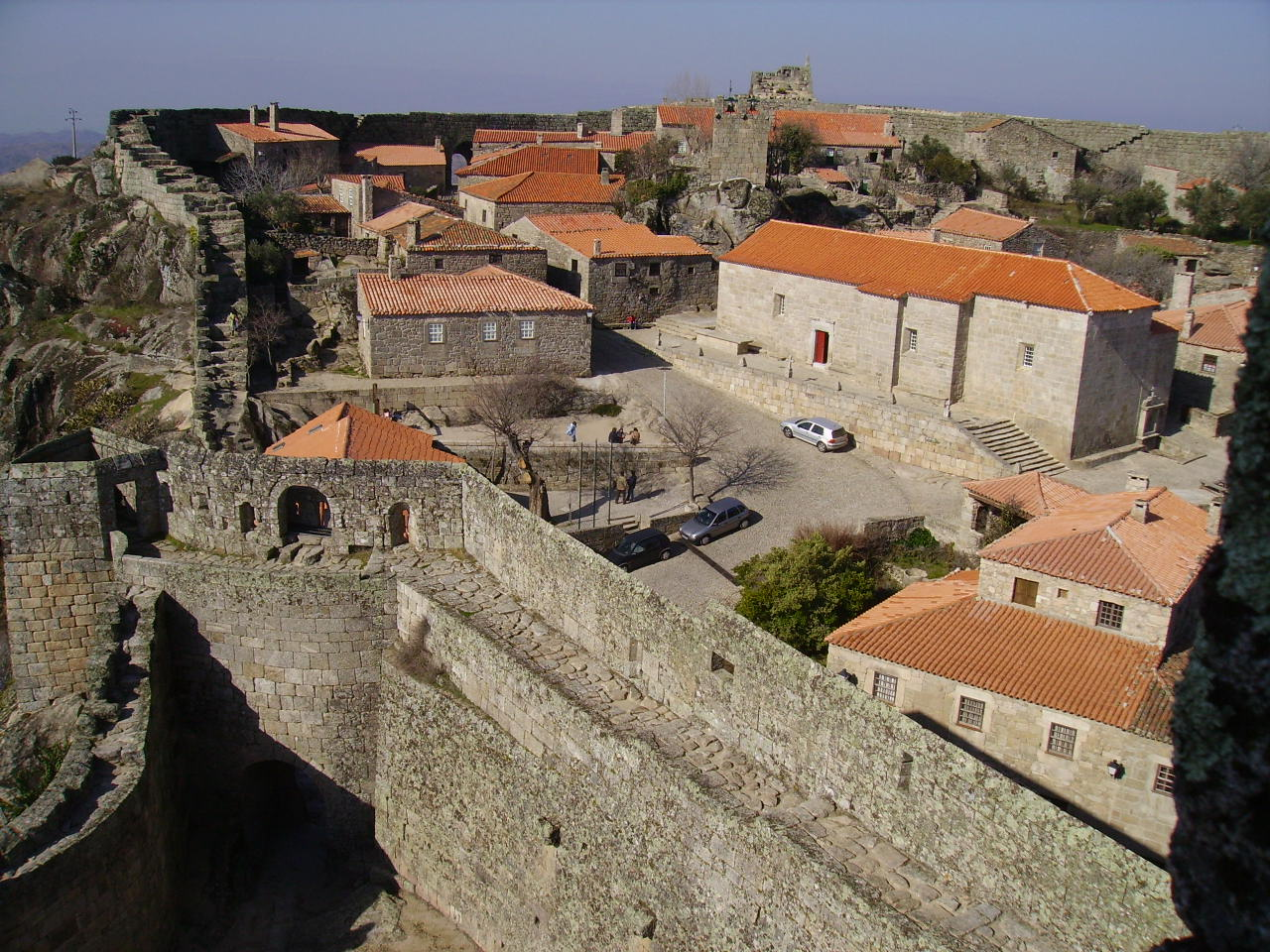
Blick auf das historische Sortelha

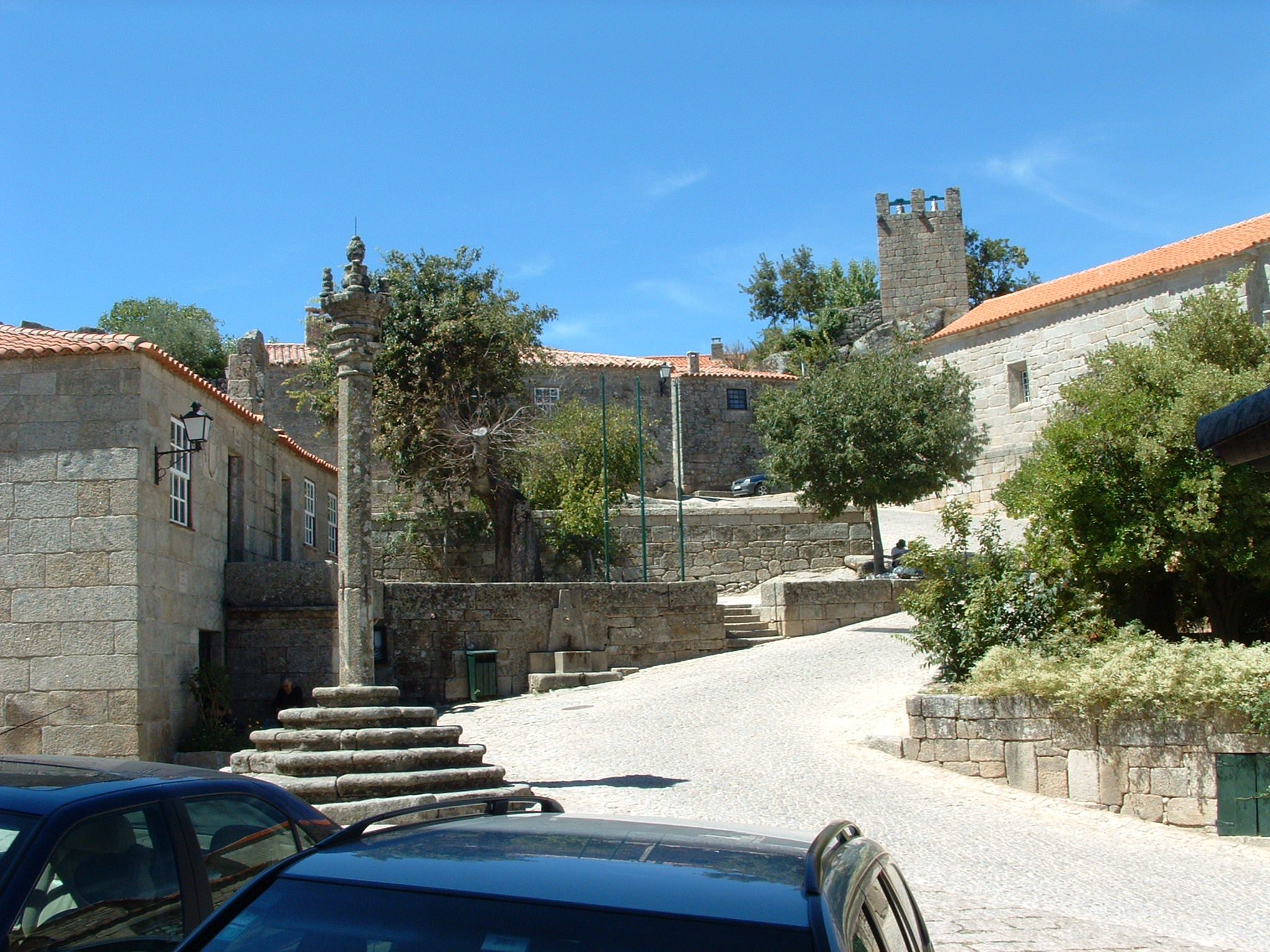
Der Schandpfahl (Pelourinho) in Sortelha

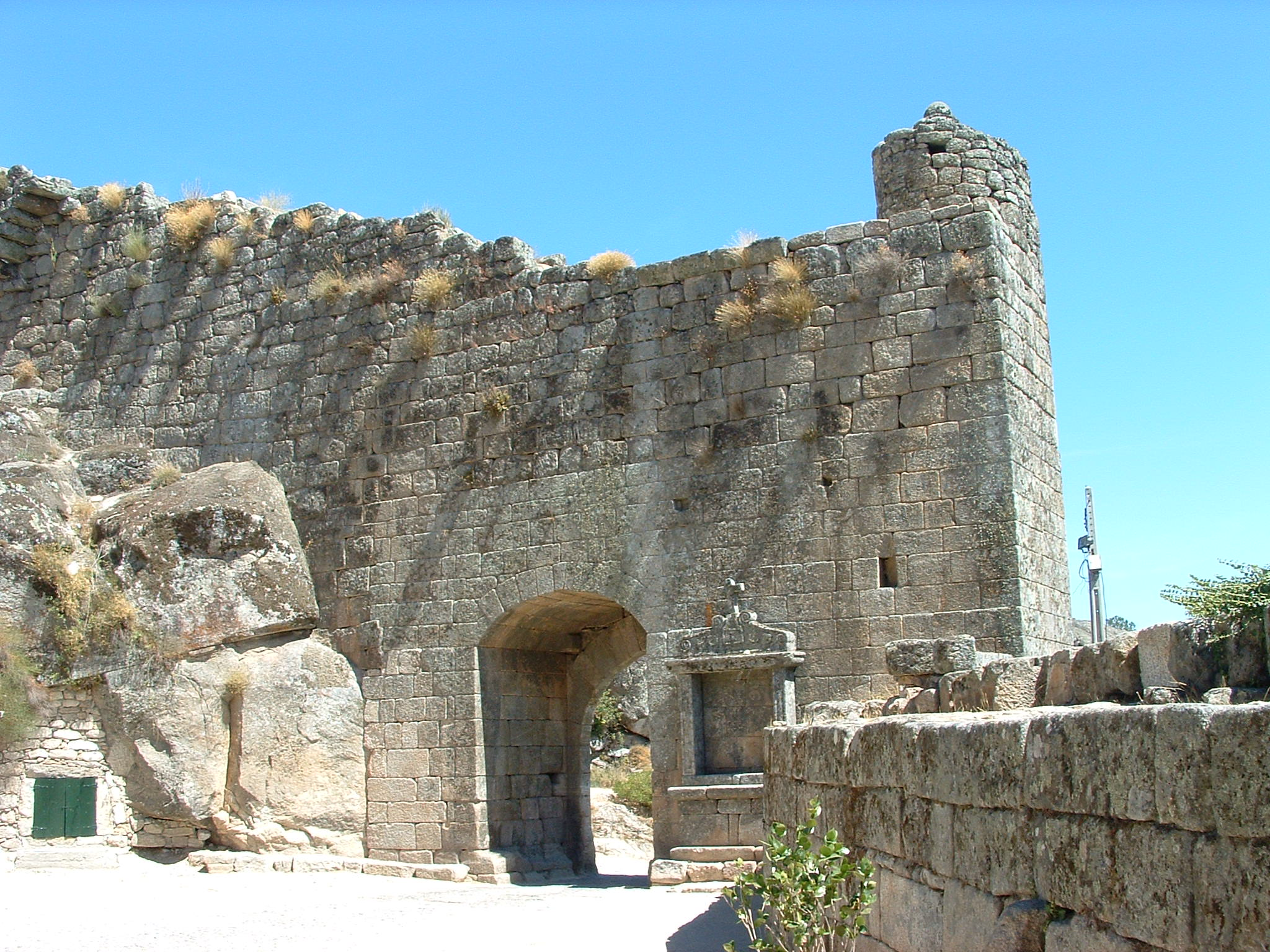
Tor in der Stadtmauer von Sortelha

## Geografie
Sortelha liegt 14 Kilometer westlich der Kreisstadt Sabugal und etwa 40 Kilometer südlich der Distrikthauptstadt Guarda, auf etwa 760 Metern Höhe.

## Geschichte
Die Spuren eisenzeitlicher Besiedlung, einer keltiberischen Wallburg (port.: Castro), und einer römischen Straße bezeugen eine lange Geschichte. Die erste dokumentierte Erwähnung des Ortes stammt jedoch erst aus dem Jahr 1181, als König Sancho I. die Burg errichten ließ und besiedelte. Der Ort war sowohl bei der Reconquista, als auch bei der Verteidigung des unabhängigen Königreich Portugals gegen die Königreiche León und Kastilien von Bedeutung. König Sancho II. gab Sortelha 1228 Stadtrechte (Foral). König D.Dinis erneuerte die Stadtrechte und erweiterte den Ort und seine Festung, jedoch verlor Sortelha nach dem Vertrag von Alcañices 1297 zunehmend an Bedeutung, insbesondere zu Gunsten Sabugals mit seiner strategisch bedeutenderen Lage und seinen fruchtbareren Böden.
König Manuel I. erneuerte die Stadtrechte und baute die verfallenden Festungsanlagen neu auf. Der Handel verstärkte sich hier, und die Bevölkerung nahm zu, inklusive einiger wohlhabenden und adligen Familien. 1527 schuf König D.João III. den Titel des Grafs von Sortelha (port.: Conde de Sortelha). Während des Restaurationskrieges 1640–1668 lag der Ort im Gebiet der Kriegshandlungen. Bei den napoleonischen Invasionen war die Gegend erneut Schauplatz von Kriegshandlungen, in deren Folge Teile der Stadtmauern Sortelhas 1810 zerstört wurden. Bis 1885 war der Ort Sitz eines eigenständigen Kreises und ist seither Teil des Kreises von Sabugal.
1994 wurde der Ort zur Aldeia Histórica (dt.: historisches Dorf) erklärt und somit als besonders schützenswert und förderungswürdig anerkannt, und 1998 in das neugeschaffene Projekt der Aldeias Históricas de Portugal integriert. Seither konnte der Ort seine Einwohnerzahl stabilisieren.

## Name
Der Ortsname geht vermutlich etymologisch über Sortija oder Sortela auf den Begriff des Ringes (heutiges Portugiesisch: Anel) zurück, der hier in den Bedeutungen eines magischen Rings, eines Ringes der Ritterspiele, und dem Schmiedering vorkam. Entsprechend zeigt das Stadtwappen einen Rubinring über einer Burg. Andere Vermutungen sehen den eigentlichen Ursprung des Ortsnamens im mittelalterlichen Begriff Sorte, der heute auf Deutsch Glück bedeutet, damals aber vor allem eine Flächeneinheit für Ackerland beschrieb. Sorticula war demnach ein kleines Stück Land.

## Kultur, Sport und Sehenswürdigkeiten
Unter den 37 denkmalgeschützten, überwiegend granitenen Bauwerken der Gemeinde sind Kirchen, Herrenhäuser, Brunnenanlagen und frühere öffentliche Gebäude. Besonders zu nennen sind dabei die Burganlage und Stadtmauern aus dem 13. Jahrhundert. Das Casa Árabe (dt.: Arabisches Haus) genannte Haus aus dem 14. Jahrhundert ist kein Werk der hier nie ansässig gewesenen Araber, sondern wurde von der Bevölkerung wegen ihrer fehlgedeuteten gotischen Zeichen so genannt. Es wurde zwischen 1989 und 1997 in mehreren Schritten restauriert, und wird heute als Einrichtung des Turismo rural genutzt.
Mittelaltermärkte und Ritterspiele finden in Sortelha statt,

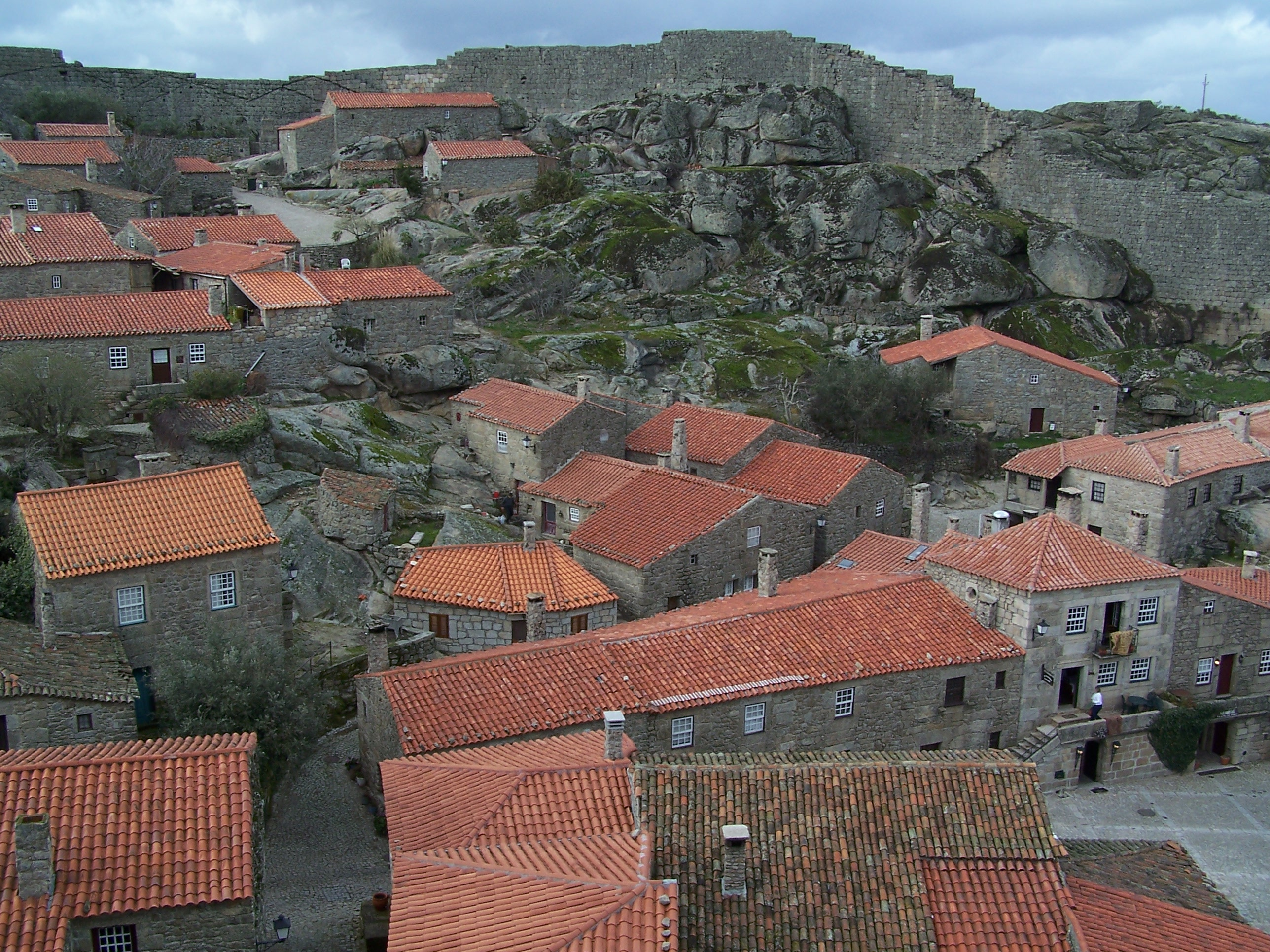
Blick auf das historische Dorf innerhalb der Burgmauern

## Verwaltung
Sortelha ist Sitz einer gleichnamigen Gemeinde. Die Nachbargemeinden sind (im Uhrzeigersinn im Norden beginnend): Pena Lobo, Águas Belas, Aldeia de Santo António, Santo Estêvão, Moita, Casteleiro, und Bendada.
In der Gemeinde liegen die folgenden Orte:
- Azenha
- Caldeirinha
- Dirão da Rua
- Quarta-Feira
- Sortelha
- Vale da Escaleira.

## Verkehr
Der nächste Eisenbahnanschluss ist der zwölf Kilometer entfernte Bahnhof von Sabugal, an der Strecke der Linha da Beira Baixa, der tatsächlich jedoch nahe Belmonte liegt. Dort ist auch die nächste Anschlussstelle der Autobahn A23, etwa 15 Kilometer von Sortelha entfernt.